# Филлипс, Дороти
Дороти Филлипс (англ. Dorothy Phillips, 30 октября 1889 — 1 марта 1980) — американская актриса.

## Биография
Дороти Гвендолин Стрибл родилась в Балтиморе, а свою актёрскую карьеру начала с театральных подмостков. Её кинодебют состоялся в 1911 году, после чего она появилась в более чем 150 фильмах. После 1927 года карьера Филлипс в кино стала затухать, и актриса переместилась на эпизодические роли.
Дороти Филлипс была замужем за актером и режиссёром Алленом Холубаром, с которым прожила вместе одиннадцать лет, вплоть до его смерти в 1923 году от пневмонии в возрасте 35 лет. Сама Дороти Филлипс также умерла от пневмонии в 1980 году, в возрасте 90 лет. Она похоронена на кладбище Hollywood Forever в Лос-Анджелесе.
За вклад в развитие киноиндустрии Дороти Филлипс удостоена звезды на Голливудской аллее Славы.